# سمرسوالد
سمرسوالد (به آلمانی: Cämmerswalde) یک منطقهٔ مسکونی در آلمان است که در نویهاوزن (زاکسونی) واقع شده‌است. سمرسوالد ۶۷۳ نفر جمعیت دارد.